# Nothosaurus giganteus
Nothosaurus giganteus – czterometrowy drapieżnik z grupy notozaurów, jeden z najstarszych gadów morskich. Zamieszkiwał wody pokrywające znaczne części Eurazji. Żył około 230 milionów lat temu, w okresie triasu. Może być starszym synonimem gatunku Paranothosaurus amsleri.
| ← mln lat temuNothosaurus giganteus |          |            |          |          |           |         |          |         |          |           |      |    |
| Prekambr←4,6 mld                    | Kambr541 | Ordowik485 | Sylur443 | Dewon419 | Karbon359 | Perm299 | Trias252 | Jura201 | Kreda145 | Paleog.66 | Ng23 | Q2 |